# 高橋滋春
高橋滋春，日本男性動畫演出家、動畫導演。

## 來歷、人物
主要參加Magic Bus和OLM的許多作品。
2003年發行的OVA首次擔任導演。

## 作品列表

### 電視動畫
1994年
- 超變身俏妞（日语：超くせになりそう）（製作擔當）

1996年
- 秀逗魔導士NEXT（分鏡、演出）
- 酷妹當家（－1997年，分鏡、演出）

1997年
- 秀逗魔導士TRY（分鏡、演出）
- 新・天地無用！（分鏡、演出）

1998年
- Weiß kreuz（分鏡、演出）
- 魔法陣都市（分鏡、演出）
- LET'S 努普努普（日语：LET'S ぬぷぬぷっ）（演出）
- 開花天使（－1999年，分鏡、演出）
- 轟天突擊隊（－1999年，分鏡、演出）

1999年
- 布布恰恰（分鏡、演出）
- 週刊故事樂園（日语：週刊ストーリーランド）（－2001年，分鏡、演出）

2000年
- 哈姆太郎（－2001年，分鏡、演出）

2001年
- 元氣五胞胎（－2002年，分鏡、演出）
- 少年足球（演出）

2002年
- 魔王但丁（日语：魔王ダンテ）（分鏡、演出）
- 青出於藍（分鏡、演出）
- 七小花（分鏡、演出）

2003年
- 愛的魔法（演出）
- 原子小金剛 (2003年版)（演出）
- 真珠美人魚（－2004年，分鏡、演出）
- 偵探學園Q（演出）

2004年
- 音速小子X（演出）
- 真珠美人魚Pure（分鏡、演出）
- 愛你寶貝★★（分鏡）

2005年
- 笨笨森林日記（日语：だめっこどうぶつ）（分鏡、演出）
- 蜜桃女孩（分鏡、演出）
- 雪之女王（演出）
- Play Ball（日语：プレイボール (漫画)）（系列演出、演出、OP分鏡&演出、ED演出）
- 絕對少年（分鏡、演出）

2006年
- Play Ball 2nd（日语：プレイボール (漫画)）（系列演出、分鏡、演出、OP分鏡&演出、ED演出）
- 花漾明星KIRARIN（OP演出、ED演出）
- 飛輪少年（演出）
- 暗夜第六感（日语：NIGHT HEAD GENESIS）（分鏡）
- 銀河鐵道物語 ～通向永遠的分歧點～（分鏡、演出）
- Tactical Roar（日语：タクティカルロア）（分鏡）
- 銀色的奧林西斯（日语：銀色のオリンシス）（分鏡、演出）

2007年
- 戀愛情結（演出）
- 火影忍者疾風傳（－2017年，分鏡、演出）
- 變形金剛進化版（－2009年，演出）
- 節哀唷♥二之宮同學（分鏡）

2008年
- 旁邊的兒童 我的火腿組（日语：はたらキッズ マイハム組）（分鏡）
- 秘密 ～The Revelation～（演出）

2011年
- 紙箱戰機（－2012年，分鏡、演出、OP演出）
- 爆丸3（分鏡）

2012年
- 紙箱戰機W（－2013年，導演補佐、OP分鏡&演出）

2013年
- 紙箱戰機WARS（分鏡、演出、OP演出）

2014年
- 妖怪手錶（－2016年，分鏡、演出）

2015年
- 未來卡片 戰鬥夥伴100（分鏡）

2016年
- 卡片鬥爭!! 先導者G NEXT（－2017年，演出）

2017年
- 點心大冒險（分鏡）

2018年
- 妖怪手錶 影之章（演出、ED分鏡&演出）

2019年
- 妖怪手錶！（ED分鏡&演出）
- 卡片鬥爭!! 先導者 (2018年版)（分鏡）

2020年
- 妖怪學園Y ～第N類接觸～（日语：妖怪学園Y 〜Nとの遭遇〜）（分鏡）
- 多美卡友情合體 Earth Granner（分鏡）

2021年
- 百萬噸級武藏（導演[1]、分鏡、ED分鏡）

2022年
- 百萬噸級武藏（第2期）（－2023年，導演[2]、分鏡）

2023年
- 爆旋陀螺X（－2024年，分鏡）

2024年
- 地下城中的人（分鏡）

### OVA
1998年
- 聖少女艦隊（日语：聖少女艦隊バージンフリート）（分鏡、演出）
- 銀河英雄傳說外傳 (第1期)（演出）

1999年
- 銀河英雄傳說外傳 (第2期)（－2000年，分鏡、演出）

2003年
- （導演、劇本統籌、編劇、演出）

2007年
- 名偵探柯南：來自阿笠的挑戰書！阿笠對決柯南和少年偵探團（分鏡、演出）

### 電影動畫
2012年
- 劇場版 閃電十一人GO VS 紙箱戰機W（分鏡）

2014年
- 劇場版 妖怪手錶：誕生的秘密喵！（導演[注 1]、分鏡、演出）

2015年
- 劇場版 妖怪手錶：閻魔大王和五個故事喵！（導演[注 1]、分鏡）

2016年
- 劇場版 妖怪手錶：飛天鯨魚和雙重世界的大冒險喵！（分鏡、演出）

2017年
- 劇場版 妖怪手錶：影之章 鬼王的復活（分鏡、演出）

2018年
- 劇場版 妖怪手錶：永遠的朋友（導演、分鏡、演出）

2019年
- 妖怪學園Y：貓也能成為HERO嗎（導演、分鏡）

## 腳註

## 相關項目
- 日本動畫師列表